# Murat Kaya (Politiker)
Murat Kaya (* 16. Oktober 1963) ist ein Schweizer Unternehmer und Politiker (FDP). Er war 2013 bis 2017 Mitglied des Grossen Rates des Kanton Basel-Stadt.

## Leben
Murat Kaya hat im Oktober 2001 die auf Planung und Ausführung von Heizungs- und Lüftungsanlagen spezialisierte Basler Firma Schneider + Sutter AG übernommen und ist deren Geschäftsführer.
Er ist Mitglied der FDP Basel-Stadt und dort in der IG Migration aktiv. Zu den Grossratswahlen im September 2008 kandidierte er im Wahlkreis Grossbasel Ost auf Platz 19 der FDP-Liste. Im Frühjahr 2011 kandidierte er auf Platz 20 der FDP-Liste für einen der 40 Sitze im Bürgergemeinderat. Am 1. Februar 2013 zog er im Wahlkreis Grossbasel Ost in den Grossen Rat ein. Dort war er Mitglied der Justiz-, Sicherheits- und Sportkommission (JSSK) sowie der Umwelt-, Verkehrs- und Energiekommission (UVEK). Eine Kampfkandidatur im September 2013 gegen den grünliberalen Bisherigen Aeneas Wanner um Einsitz im Verwaltungsrat der IWB (Industrielle Werke Basel) scheiterte deutlich.
Murat Kaya gehört der Glaubensrichtung der Aleviten an und tritt auch öffentlich als solcher auf.